# Terminal La Ofelia
La Terminal Microregional La Ofelia es una estación de autobuses de la ciudad de Quito. Está ubicada en la Avenida Diego Vázques de Cepeda y entre las calles De los Ciruelos y Los Tulipanes Frente a la federación de ligas barriales de Quito, hacia el sector norte del distrito. Esta estación permite la conexión con el norte del país y el occidente de la provincia de Pichincha. 
Es además una estación multimodal del Sistema Integrado de Transporte Metropolitano (SITM-Q), con conexión al Corredor Central Norte, concesionado a varias cooperativas de buses del norte de la ciudad.
Inaugurado en 2005, durante la Alcaldía de Paco Moncayo, se construyeron 12,8 km de carriles exclusivos con carpeta de hormigón, 21 estaciones, así como 3 intercambiadores de tráfico: Mariana de Jesús, Naciones Unidas y Plaza Benalcázar ( La Y ); con repavimentación de carriles laterales. La inversión aproximada en infraestructura fue de US$18 millones. Construcción y puesta en operación de la Extensión Sur: Estación Seminario Mayor - Estación Marín Chillos 4,6 km. Extensión Norte: Estación Ofelia - Carcelén 4 km; con una inversión aproximada de US$ 2,8 millones de dólares. Para la operación del corredor se formó el consorcio Central Norte, en un principio conformado por las cooperativas Catar, Globaltrans, Conetra. Tesur y Pichincha.
Los buses articulados de este sistema son impulsados por combustible ecológico y recorren el carril exclusivo de las avenidas Diego de Vásquez, De La Prensa y América. Para la operación del corredor se formó el consorcio Central Norte, en un inicio conformado por las cooperativas Catar, Globaltrans, Conetra. Tesur y Pichincha entre otros.
Los buses articulados de este sistema son impulsados por combustible ecológico y recorren el carril exclusivo de las avenidas Diego de Vásquez, De La Prensa y América.
Retiro del sistema: 296 buses convencionales. Cobertura: 200.000 pasajeros diarios promedio. Flota: inversión empresa privada 74 buses articulados Euro II y Euro III, 135 buses convencionales en servicios complementarios.
Con el paso de los años, el sistema sería fuertemente criticado por los usuarios por el mal estado de las unidades y las paradas, por lo que en la alcaldía de Augusto Barrera se remodelaron las paradas, pero nuevamente volvieron a deteriorarse. Como las quejas continuaron, en agosto del 2022 se anunció que el sistema usaría buses tipo durante un tiempo, así como una nueva remodelación de las paradas.
En el año 2022, bajo la alcaldía de Santiago Guarderas, se inauguró un circuito entre las terminales La Ofelia y el Labrador para conectar al corredor central norte con el Metro de Quito.

## Circuito y Rutas Alimentadoras
| Corredor Central Norte | Corredor Central Norte            | Corredor Central Norte                                                                           |
| Código                 | Empresa operadora                 | Línea                                                                                            |
| ---------------------- | --------------------------------- | ------------------------------------------------------------------------------------------------ |
| C1                     | Consorcio Central Norte           | T.La Ofelia - Estación Seminario Mayor - Parada Hospital ''El Iess''                             |
| C2                     | Consorcio Central Norte           | T. La Ofelia - Estación Seminario Mayor - Terminal Microregional ''Playón de la Marín''          |
| IN_LA                  | Consorcio Central Norte           | T. La Ofelia - Parada de Integración ''La Florida'' - E.El Labrador                              |
| IN_CA - 49             | Carcelén-Tarqui (CATAR)           | T. La Ofelia - Terminal Terrestre Carcelén                                                       |
| PI- 38                 | Cotocollao                        | Parada de Integración ''La Florida'' - Santa María de Cotocollao                                 |
| PI- 41                 | San Carlos                        | Parada de Integración ''La Y'' - Mena de Hierro                                                  |
| OF- 34B                | Paquisha                          | T. La Ofelia - Roldós - Pisulí - Tiwintza                                                        |
| OF- 34                 | Paquisha                          | T. La Ofelia - Roldós - Pisulí                                                                   |
| OF- 34C                | Paquisha                          | T. La Ofelia - C. Provincial - Catzuquí de Velasco - Hacienda - Leticia                          |
| OF- 33                 | Paquisha                          | T. La Ofelia - Rancho Bajo - Colinas del Norte                                                   |
| OF- 35                 | Paquisha                          | T. La Ofelia - La Planada - San Enrique de Velasco                                               |
| OF- 37                 | Carcelén-Tarqui (CATAR)           | T. La Ofelia - Condado Shopping - Carcelén Bajo                                                  |
| OF- 39                 | Cotocollao/Tranquito/Alborada     | T. La Ofelia - Atucucho                                                                          |
| OF-21                  | Semgyllfor                        | T. La Ofelia - Carapungo - Etapa E                                                               |
| OF- 30                 | Transhemisféricos Mitad del Mundo | T. La Ofelia - Condado Shopping - Pomasqui - La Pampa                                            |
| OF- 69                 | Transhemisféricos Mitad del Mundo | T. La Ofelia - Condado Shopping - C. Bicentenario                                                |
| OF- 31                 | Transhemisféricos Mitad del Mundo | T. La Ofelia - Condado Shopping - El Kartodomo - Mitad del Mundo                                 |
| OF- 47                 | Transhemisféricos Mitad del Mundo | T. La Ofelia - Condado Shopping - Mitad del Mundo - San Antonio de Pichincha - Rumicucho         |
| OF- 69B                | Transhemisféricos Mitad del Mundo | T. La Ofelia - Condado Shopping - Rumicucho - 13 de Junio                                        |
| OF- 32                 | Transhemisféricos Mitad del Mundo | T.La Ofelia - Condado Shopping - Calacalí                                                        |
| OF- 42                 | Calderón                          | T. La Ofelia - Calderón                                                                          |
| OF- 43                 | Calderón                          | T. La Ofelia - Zabala                                                                            |
| OF- 245                | San Juan de Calderón              | T. Microregional "La Ofelia" – San José de Moran - San Juan de Calderón - Bellavista - Ana Maria |

## Ruta del Corredor Central Norte
- C1 Terminal La Ofelia - Estación Seminario Mayor - Parada Hospital El Iess
- C2: Terminal La Ofelia - Estación Seminario Mayor - Terminal Microregional Playon La Marin

## Rutas Intraterminales
- Terminal Terrreste de Carcelén - Terminal La Ofelia
- Estación Multimodal El Labrador del Metro de Quito y Trolebús  - Terminal La Ofelia (Corredor Central Norte).

## Paradas de Integración que conecta con el Corredor Central Norte
- Parada de Integración ''La florida'' del Corredor Central Norte con la ruta alimetadora de Santa María de Cotocollao
- Parada de Integración ''La Y'' del Corredor Central Norte con la ruta alimetadora de la Mena de Hierro.

## Estaciones Multimodales las cuales unos ellas se conecta con el corredor sur occidental y elMetro de Quito
- Estación Multimodal Seminario Mayor: Conecta con el Corredor Central Norte, Corredor Sur Occidental y el Metro de Quito
- Estación Multimodal Marin Central: Conecta con el Corredor Central Norte y Corredor Oriental Ecovia

## Estaciones

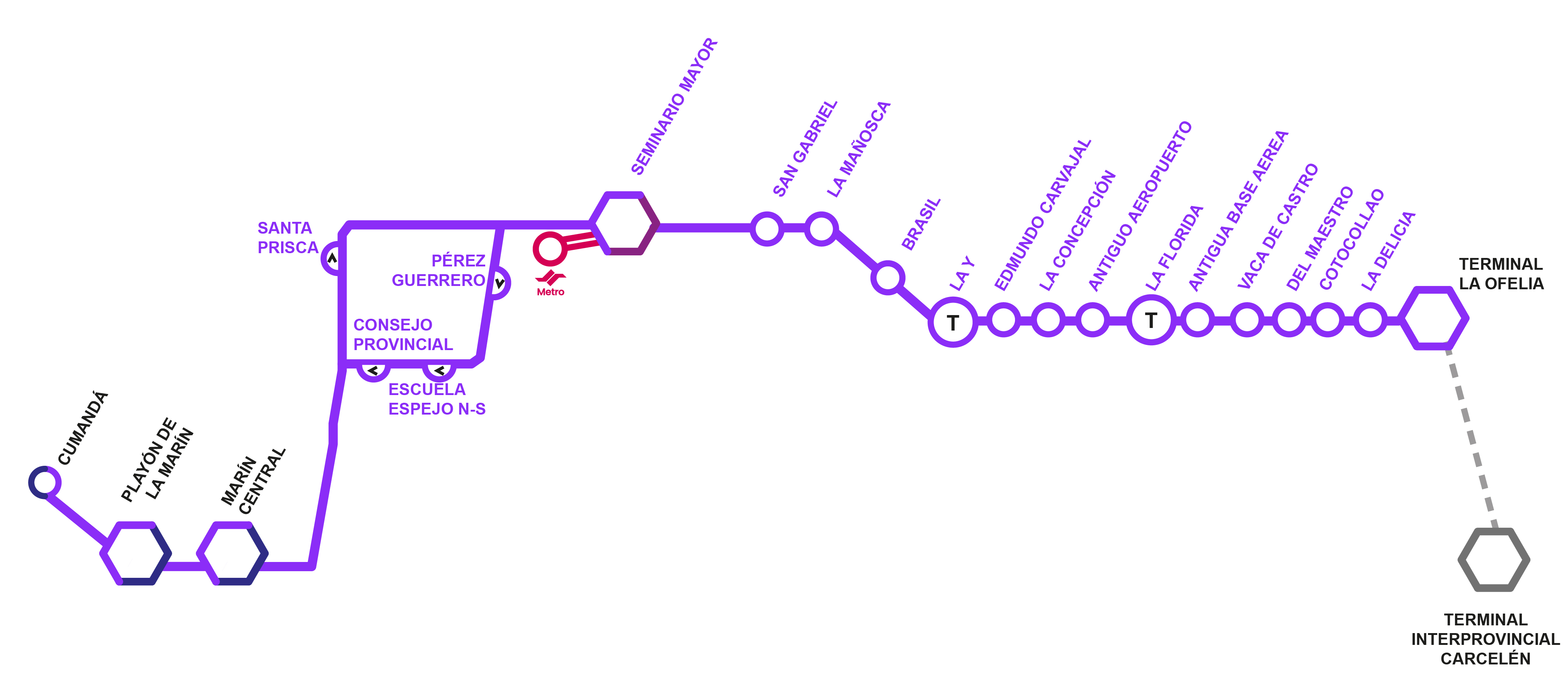
Mapa del Corredor Central Norte

Corredor Central Norte
| Leyenda                                                    |
| ---------------------------------------------------------- |
| Servicio 24 horas                                          |
| Servicio 05:30 - 22:30                                     |
| Accesibilidad para personas con discapacidades             |
| Información                                                |
| N Únicamente hacia el norte                                |
| S Únicamente hacia el sur                                  |
| N/S Las estaciones hacia el norte y el sur están separadas |
| Baños                                                      |
| Wifi gratuito                                              |
| Restaurantes                                               |
| Integración con Metro de Quito                             |

| Estación                          | Tipo                   | Estado                 | Servicios                            |
| CORREDOR CENTRAL NORTE            | CORREDOR CENTRAL NORTE | CORREDOR CENTRAL NORTE | CORREDOR CENTRAL NORTE               |
| --------------------------------- | ---------------------- | ---------------------- | ------------------------------------ |
| Terminal La Ofelia                | Integradora            | Abierta                | Acceso para discapacitados           |
| La Delicia                        | Parada                 | Abierta                | Acceso para discapacitados           |
| Cotocollao                        | Parada                 | Abierta                | Acceso para discapacitados           |
| Av. del Maestro                   | Parada                 | Abierta                | Acceso para discapacitados           |
| Vaca de Castro                    | parada                 | abierta                | Acceso para discapacitados           |
| Antigua Base Aérea                | parada                 | abierta                | Acceso para discapacitados           |
| Parada de integración La Florida  | Integración            | abierta                | Acceso para discapacitados           |
| Ex Aeropuerto                     | parada                 | abierta                | Acceso para discapacitados           |
| La Concepción                     | parada                 | abierta                | Acceso para discapacitados           |
| Edmundo Carvajal                  | parada                 | abierta                | Acceso para discapacitados           |
| Parada de integración La Y        | integración            | abierta                | Acceso para discapacitados · autobus |
| Brasil                            | parada                 | abierta                | Acceso para discapacitados           |
| Mañosca                           | parada                 | abierta                | Acceso para discapacitados           |
| San Gabriel                       | parada                 | abierta                | Acceso para discapacitados           |
| Estación Seminario Mayor          | integración            | abierta                | Acceso para discapacitados           |
| Pérez Guerrero                    | parada                 | abierta                | S                                    |
| Hospital Carlos Andrade Marín     | parada                 | abierta                | N                                    |
| Escuela Espejo                    | parada                 | Abierta                | Acceso para discapacitados           |
| Consejo Provincial                | parada                 | abierta                | S                                    |
| Santa Prisca                      | parada                 | abierta                | N                                    |
| Estación Multimodal Marin Central | integradora            | abierta                | Acceso para discapacitados           |
| Terminal Playón de La Marín       | integradora            | abierta                | Acceso para discapacitados           |

A la Terminal Microregional La Ofelia llegan las siguientes Cooperativas Interparroquiales: Flota Pichincha, San Juan de Calderón (Ruta Alimtadora), San José de Minas y las cooperativas intercantonales: Flor del Valle, Otavalo (opera hasta Pacto y San José de Minas), Malchinguí, Cangahua y Estos te llevanlas parroquias de Quito y contines de la provincia de pichicha solas cuales son:
- Parroquias del Noroccidente de Quito: Nanegalito, Nanegal, Hacienda La Perla (Nanegal), Mindo, Nono, Pacto, San José de Minas, Atahualpa, Chavezpamba, Puellaro, Perucho, El Quinche.

- Cantones e Parroquias de la Provincia de Pichincha: Cayambe, Cangahua (Cayambe), Malchicngui (Pedro Moncayo), San Miguel de los Bancos. Además eliminaron las miniterminales de las empresas de transporte privado adentro de la ciudad.

La Terminal La Ofelia (Corredor Central Norte) funciona de lunes a viernes, de 05h00 a 22h30 y los sábados, domingos y feriados entre las 06h00 hasta las 21h30.
La Terminal Microregional Ofelia funciona de lunes a viernes, de 06h00 a 22h00 y los sábados, domingos y feriados entre las 06h00 hasta las 21h00. 

## Paradas removidas
En el año 2005 se construyó una extensión del Corredor Central Norte desde la terminal de la Ofelia hasta el barrio de Carcelén. Sin embargo, esta extensión duró apenas un mes en funcionamiento debido a la baja demanda y mala planificación, por lo las paradas se acabaron abandonando. En el año 2017 las paradas abandonadas fueron finalmente demolidas. Las paradas fueron:
- Márquez de Varela
- Ponciano
- San Eduardo
- Prados del Este (Sentido sur-norte)
- Prados del Oeste (Sentido norte-sur)
- Balcón del Norte (Sentido norte-sur)
- Colegio Albert Einstein
- Jaime Roldós (Sentido sur-norte)
- Corazón de Jesús (Sentido sur-norte)
- Clemente Yerovi (Sentido norte-sur)
- Carcelén